# Malý kopec
Malý kopec, nebo taky Malý vrch (německy Kleiner Berg), je hora v hřebeni Javořích hor, nachází se severovýchodně od vesnice Vižňov. Dosahuje nadmořské výšky 726 metrů. Vrchol je součástí hřbetu vybíhající k jihu od česko-polské hranice a leží zcela v České republice.

## Hydrologie
Hora náleží do povodí Odry. Vody odvádějí přítoky Stěnavy.

## Vegetace
Hora je převážně zalesněná, jen místy najdeme menší paseky. Většinou se jedná o smrkové monokultury, méně se dochovaly lesy smíšené nebo listnaté. Potenciální přirozenou vegetací jsou na většině míst hory horské bučiny, tedy bučiny s výskytem určitého množství přirozeného smrku ztepilého.

## Ochrana přírody
Hora leží v CHKO Broumovsko.